# 46 Рака
46 Рака (лат. 46 Cancri) — звезда, которая находится в созвездии Рака. Это жёлтый гигант спектрального класса G. удалённый на расстояние 477 световых лет. Звезда не видна невооружённым глазом, поскольку её видимый блеск составляет 6.12.

## Характеристики
Масса 46 Рака в 3,2 раза превышает массу Солнца, радиус больше солнечного в 9 раз. Светимость мощнее солнечной в 65 раз, температура поверхности составляет около 5450 Кельвинов. Отрицательное значение лучевой скорости указывает на то, что звезда приближается со скоростью 12,2 км/с.